# Kathy Smallwoodová-Cooková
Kathryn Jane Cooková, rozená Smallwoodová (* 3. května 1960 Winchester), je bývalá elitní atletka se specializací na sprinty. Je považována za jednu z nejúspěšnějších ženských sprinterek v britské atletické historii. Je trojnásobnou olympijskou bronzovou medailistkou. Mezi její další individuální úspěchy patří vítězství na 200 m na univerzitě 1981, druhé místo na 100 m na Světovém poháru 1981 a bronzová medaile na 200 m na MS 1983 v Helsinkách.